# Lophoptera albilinea
Lophoptera albilinea là một loài bướm đêm trong họ Noctuidae.